# ウェールズの山
『ウェールズの山』（原題：The Englishman Who Went up a Hill but Came down a Mountain）は、1995年制作のイギリスの映画。
ウェールズの小さな村を舞台に、ある丘の測量をめぐる騒動をハートウォーミングなタッチで描く。原題はウェールズ南部に伝わる伝説「丘を上り、山から下りてきたイングランド人」から。第19回モスクワ国際映画祭エキュメニカル審査員賞受賞。第48回カンヌ国際映画祭ある視点部門出品。

## あらすじ
1917年、ウェールズのとある小さな村にジョージ・ガラードとレジナルド・アンソンという2人のイングランド人がやってきた。彼らは軍から派遣された測量技師で、村人達が昔から誇りにしているフュノン・ガルウという“山”の高さを測量しに来たのだ。
村ではたちまち期待が高まるが、2人が測量した結果、フュノン・ガルウの高さは299メートルで、“山”と認められる高さ305メートルの基準を満たさず、“丘”に過ぎないことが分かり、村人達は落胆する。
だが村人達は、フュノン・ガルウの頂上に土を積み上げて高さ305メートルの基準を満たし、“山”と認めてもらおうと考え、村人全員が参加して土運びが始まる。その一方で、村人達は2人を町に引き留めるべく、彼らの車をわざとエンコさせたり、鉄道を操作して利用を妨げたり、果ては村の娘ベティに色仕掛けをさせたりと、様々な方法を使う。
2人はそんな村人達にお手上げとなるが、やがてアンソンは心動かされ、村人達の願いの実現に協力しようとする。さらに、この村に対する愛着とベティに対する恋愛感情も芽生え始める。
大雨による盛り土の流出など、幾多の困難を乗り越え、村人達とアンソンは作業を完成させるが、日は没し、測量は不可能となってしまう。アンソンはベティと共に頂上に残って一夜を明かし、翌朝、測量をやり直すことに。
そして翌朝、測量してみると、フュノン・ガルウの標高は306メートルとなっていた。村人達の努力が実り、フュノン・ガルウはついに“山”となったのだ。
下山したアンソンはこの事を村人達に報告すると共に、ベティとの婚約も発表するのだった。

## キャスト
- レジナルド・アンソン：ヒュー・グラント（吹替：平田広明）
- ベティ：タラ・フィッツジェラルド（吹替：日野由利加）
- モーガン：コルム・ミーニイ（吹替：池田勝）
- ジョージ・ガラード：イアン・マクニース（吹替：小林修）
- ジョニー：イアン・ハート（吹替：檀臣幸）
- ジョーンズ牧師：ケネス・グリフィス（吹替：田村錦人）
- ロバート・パフ